# Chrysopilus sericeus
Chrysopilus sericeus är en tvåvingeart som beskrevs av Stanley Willard Bromley och Charles Howard Curran 1931. Chrysopilus sericeus ingår i släktet Chrysopilus och familjen snäppflugor.
Artens utbredningsområde är Guyana. Inga underarter finns listade i Catalogue of Life.